# Seta comestible

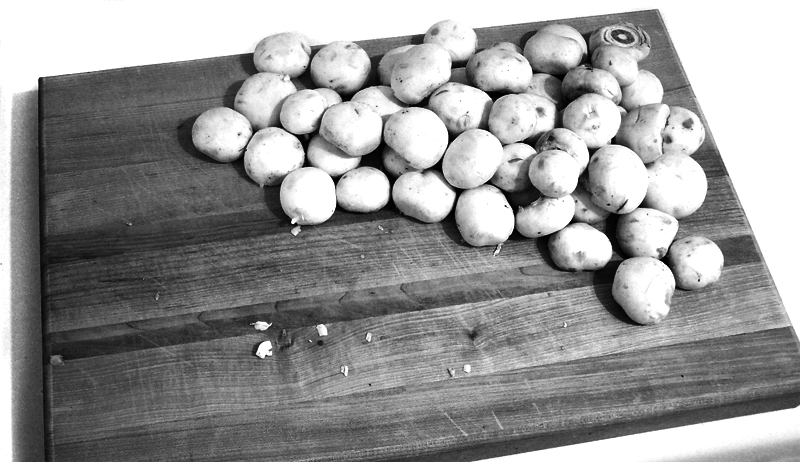
Champiñones, Agaricus bisporus, siendo preparados para cocinar. Bastante comunes, son solo uno de los muchos tipos de hongos cultivados y comestibles.

Las setas comestibles u hongos comestibles incluyen muchos tipos de hongos o setas que son recolectados, cultivados y otros que no son cultivados fácilmente (como la trufa y el matsutake), y que son muy apreciados en la gastronomía.
Algunos hongos comestibles tienen un sabor extremadamente fuerte, como el boleto amargo (Tylopilus felleus).
Antes de asumir que un hongo silvestre es comestible se deben seguir unas normas de seguridad y asegurarse de su identificación. La mejor prueba de comestibilidad es la identificación de la especie. Algunas setas que son comestibles para la mayoría de las personas pueden causar reacciones alérgicas en algunos individuos.

## Nombres

### Hispanoamérica
- «Hongos champiñón de París (Agaricus bisporus), es el hongo más consumido.

Entre las especies cultivadas en México se encuentran los champiñones blancos, cafés y orgánicos (Agaricus), las “setas” (Pleurotus), el shiitake (Lentinula), el reishi (Ganoderma), el maitake (Grifola), y el cuitlacoche (Ustilago).

### Argentina, Uruguay y Venezuela
- «Hongos [comestibles]», en Argentina y Uruguay, siendo el más consumido el «champiñón» (Agaricus bisporus), junto con el shiitake y el portobello.

### España
- «Setas [comestibles]», hongos para algunas de ellas y según regiones. También reciben nombres de las distintas lenguas habladas en el país.

## Historia del uso de las setas
La micofagia (el acto de consumir setas, siendo mico: ‘hongo’ y fagia: ‘comer’), comenzó ya en la prehistoria.
En Chile se han encontrado especies de setas comestibles en yacimientos arqueológicos humanos de 13 000 años de antigüedad.[cita requerida]
La primera evidencia fiable del consumo de setas data de varios siglos antes de nuestra era, en China. Los chinos apreciaban las setas tanto por sus propiedades medicinales como por sus propiedades alimenticias. Los griegos y los romanos comían setas, principalmente las clases más adineradas.
Los césares romanos tenían catadores de comida para probar las setas antes que el emperador, para asegurarse de que no fueran venenosas.
Las setas también se pueden conservar fácilmente, e históricamente han proporcionado nutrición adicional durante los inviernos.

## Especies comestibles
Según la FAO, cerca de un millar de especies y variedades de setas forman parte de las costumbres culinarias de la humanidad.

### Setas en la cocina
| Nombre científico          | Nombre común                | Otros nombres                                                                                       | Notas                                                                          |
| -------------------------- | --------------------------- | --------------------------------------------------------------------------------------------------- | ------------------------------------------------------------------------------ |
| Agaricus arvensis          | Bola de nieve               | | Se deben evitar ejemplares cerca de caminos ya que acumula los metales pesados |
| Agaricus bitorquis         | Champiñón                   | Agárico bianillado                                                                                  | Se deben evitar ejemplares cerca de caminos ya que acumula los metales pesados |
| Agaricus bisporus          | Champiñón                   | Champiñón de París, portobello                                                                      | Es el champiñón cultivado habitualmente                                        |
| Agaricus campestris        | Champiñón silvestre         | Agárico augusto                                                                                     | Se deben evitar ejemplares cerca de caminos ya que acumula los metales pesados |
| Amanita caesarea           | Oronja                      | Yema de huevo, amanita de los césares                                                               |                                                                                |
| Amanita rubescens          | Amanita rojiza              | Oronja vinosa                                                                                       | Tóxica en crudo, debe ser bien cocinada                                        |
| Boletus aereus             | Boleto bronceado            | Hongo negro, cabeza de negro, tentullo, cabeza de fraile                                            |                                                                                |
| Boletus aestivalis         | Boleto reticulado de verano | |                                                                                |
| Boletus edulis             | Calabaza                    | Hongo calabaza, hongo                                                                               |                                                                                |
| Cantharellus cibarius      | Rebozuelo                   | Cabrilla                                                                                            |                                                                                |
| Cantharellus lutescens     | Rebozuelo anaranjado        | Trompeta amarilla                                                                                   | Puede conservarse desecada                                                     |
| Cantharellus tubaeformis   | Rebozuelo atrompetado       | Trompeta amarilla                                                                                   |                                                                                |
| Chroogomphus rutilus       | Gonfidio reluciente         | Gonfidio viscoso                                                                                    | Comestible pero de baja calidad                                                |
| Coprinus comatus           | Barbuda                     | Matacandil, coprino barbudo                                                                         | Solo comestible en estado joven, antes de que aparezcan las láminas rosáceas   |
| Craterellus cornucopioides | Trompeta de los muertos     | | Puede conservarse desecada                                                     |
| Hydnum repandum            | Gamuza                      | Lengua de gato, lengua de vaca                                                                      | Solo comestible en estado joven y después de un largo tiempo de cocción        |
| Hygrophorus latitabundus   | Llenega gris                | |                                                                                |
| Lactarius deliciosus       | Níscalo                     | Nízcalo, nícalo, mízcalo, seta de pino                                                              |                                                                                |
| Lactarius lignyotus        | Lactáreo negruzco           | |                                                                                |
| Lactarius sanguifluus      |                             | |                                                                                |
| Lactarius vinosus          |                             | Pinetell o rovelló (en catalán)                                                                     |                                                                                |
| Macrolepiota procera       | Parasol                     | Matacandelas                                                                                        | Solo comestible en estado joven y desechando el pie                            |
| Pleurotus eryngii          | Seta de cardo               | |                                                                                |
| Pleurotus ostreatus        | Gírgola                     | Champiñón ostra y, en ocasiones y erróneamente, seta de cardo (por similitud con Pleurotus eryngii) | Seta de cultivo habitual                                                       |
| Russula cyanoxantha        | Carbonera                   | |                                                                                |
| Russula virescens          |                             | |                                                                                |
| Tuber melanosporum sp.     | Trufa negra                 | Trufa de Perigord                                                                                   | Seta subterránea                                                               |
| Tuber brumale sp.          |                             | | Seta subterránea                                                               |
| Volvariella volvacea       | Champiñón de Straw          | Seta de arroz o paja seta                                                                           | Cultivado ampliamente en Asia                                                  |

## Setas alucinógenas
Muchas culturas prehistóricas, y algunas actuales, han usado, o usan, setas alucinógenas para propósitos rituales.
También son usadas por algunos grupos hippies como preparación para la meditación o de manera recreativa.